# Skarø
Skarø er en ø i det Sydfynske Øhav på ca. 1,97 km². Den har cirka 30 indbyggere og er en del af Svendborg Kommune. Der er færgeforbindelse fra Svendborg og Drejø med M/F Højestene.

## Turisme
I sommerhalvåret besøges øen af mange sejlere, kajakroere og andre turister. Der er overnatningsmuligheder i Skarø Sommerpensionat og på Strandgården Café Sommersild, som har telt- og shelterplads samt hytteudlejning. Herudover kan øens forsamlingshus lejes, her er plads til 25 overnattende gæster.

## Museer
I tilknytning til Skarø Sommerpensionat ligger Øhavssamlingerne og FultonMuseet med Skippers Hule til minde om Mogens Frohn Nielsen, der var skipper på skoleskibet Fulton. På agterdækket af en 15,5 meter lang model af Fulton opbevares Mogens Frohns samlinger. Øhavets Skolestue og Øhavsbiografen fortæller om livet i Drejø Sogn fra 1532 til i dag.

## Festival
Den første weekend i august afholdes festival under navnet Skarøfestival Love In - Festivalen på Skarø. Den er siden opstarten under nyt navn, og på nyt sted i 2012 vokset sig til en solid mikrofestival med landskendte navne på plakaten. Festivalen gæstes af 1000-1500 besøgende. Der har været afholdt festivaler på Skarø siden 1994 med forskellige arrangører bag.

## Ølejr
Siden 1974 har der været afholdt diverse ølejre på Skarø. Hele sommeren er der forskellige temauger og ølejrene har de seneste år oplevet en stigende interesse. 

## Kirke
Skarø har haft egen kirkegård og kapel siden år 1900. I 1920'erne fik kapellet status som kirke i Drejø Sogn. Kirken blev genindviet i februar 2015 efter en større renovering. 

## Fauna
En bestand af en række sjældne klokkefrøer kan findes på øen og især i forårets lyse nætter er det en oplevelse for sig at begive sig ud i forårsnattens symfoni af frøer. Der er renavl med brune bier. Andre naturressourcer er fx birkesaft og sukkertang, som bruges i is til bl.a Singapore Airlines.

## Royalt besøg
I juli 1927 havde Skarø besøg af kong Christian den Tiende. Den 17. september 2008 gæstedes øen af dronning Margrethe og prinsgemalen.